# Klitten
Klitten este o cartier din landul Saxonia, Germania.